# 平忠光
平 忠光（たいら の ただみつ）は、平安時代中期の武将・豪族。平良文の子。平安末期に成立した『二中歴』によると、経明（忠頼、忠依）の弟とされている。

## 略歴
早世した長兄・忠輔の養子となり、その遺領を相続した。
当時、関東は坂東平氏の領するところであったが、平将門の乱以降、忠頼・忠光兄弟は平繁盛らと対立していた。繁盛らの訴えにより、一時期は朝廷からも官符が出るほどであった。これに続く平忠常の乱によって関東は大いに荒廃することになる。
二伝寺において、良文・忠光・忠通の三浦氏始祖三代として葬られている。

## 系譜
三浦氏の幾つかの系譜では、「良文―忠通―為通―為継」と記述されているがこれは明らかな誤りであり、良文と忠通の間に忠光が置かれないと年代的に無理が生じる。
忠通の孫・三浦為継の生年が1048年なので、忠通は980年代から990年代生まれとされ、それは良文の死後となるからである。
- 父：平良文
- 母：大野茂吉娘
- 養父：平忠輔
- 妻：不詳
  - 男子：平忠通
  - 男子：平恒高
  - 男子：碓井貞光?